# Samochód wyścigowy

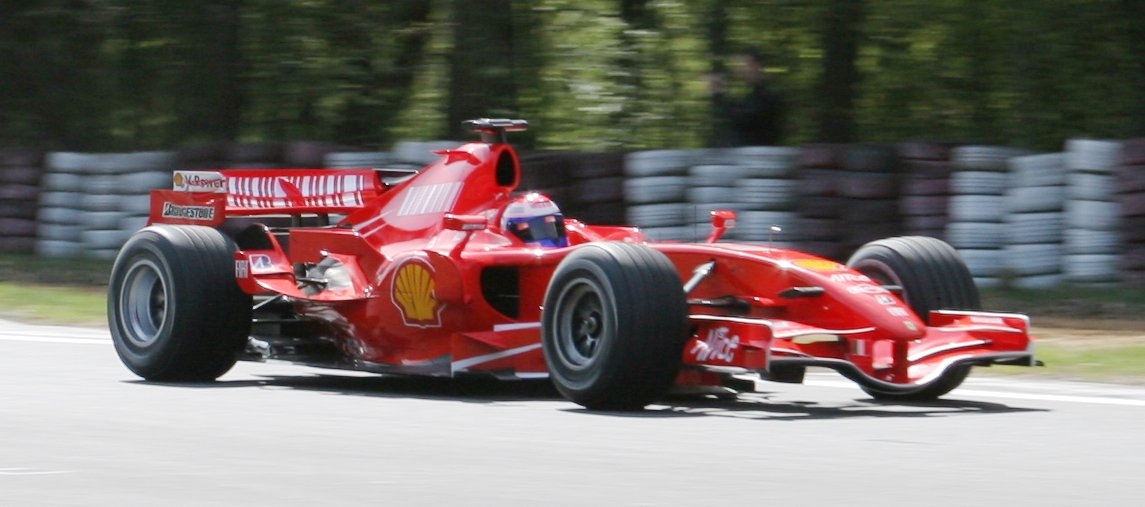
Ferrari F2007 – pojazd w układzie monoposto

Samochód wyścigowy – samochód sportowy przygotowany do rywalizacji sportowej z konkurentami na specjalnie wydzielonych, zamkniętych torach wyścigowych. Samochody wyścigowe mogą osiągać duże prędkości, jednak najważniejszą ich cechą jest możliwość bardzo szybkiego pokonywania zakrętów dzięki specjalnej konstrukcji aerodynamicznej, łączącej w sobie spoilery i dyfuzory.

## Rodzaje samochodów wyścigowych
Na świecie istnieje bardzo dużo rodzajów wyścigów samochodowych, czego konsekwencją jest duża różnorodność w konstrukcji i osiągach różnych kategorii samochodów wyścigowych. Pewnym przybliżonym podziałem samochodów wyścigowych jest podział na:
- jednoosobowe pojazdy – jednoosobowe konstrukcje z silnikami umieszczonymi centralnie, których podstawą i jednocześnie główną cechą jest bardzo dobra aerodynamika. Czołowym przykładem tego typu samochodów, uważanym w środowisku motoryzacyjnym za szczyt techniki samochodowej, jest Formuła 1; innymi przykładami są tu także amerykańskie IRL czy też GP2.

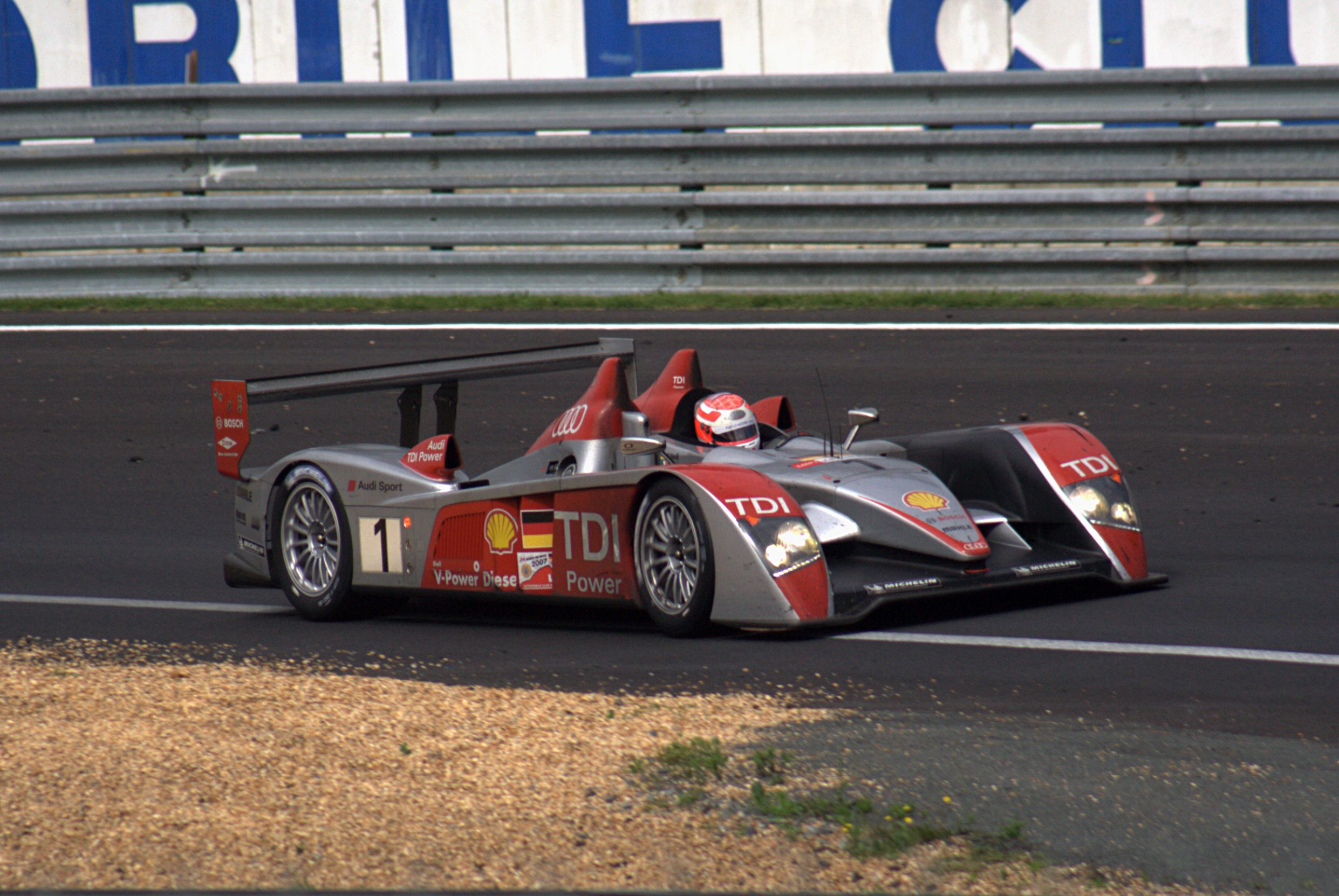
Audi R10 TDi – samochód kategorii LMP1

- prototypy wyścigowe – płaskie, zabudowane, jednoosobowe konstrukcje, przygotowane do startów w wyścigach długodystansowych. Poprzez inną charakterystykę napędów, mają one większą prędkość maksymalną nawet od Formuły 1, ale gorzej spisują się na zakrętach. Najbardziej znanym wyścigiem, w którym spotyka się prototypy, jest trwający okrągłą dobę 24h Le Mans.
- samochody super-turystyczne GT – przygotowane specjalnie pod wyścigi na torach wyścigowych wersje sportowych samochodów drogowych. Czasami też to samochód skonstruowany do ścigania się na torach zostaje przebudowany, aby, wskutek wymagań przepisów federacji wyścigowych, jego drogowa wersja została dopuszczona do ruchu ulicznego (przykłady – McLaren F1, Saleen S7). Istnieje bardzo dużo krajowych i międzynarodowych serii wyścigowych, które zezwalają na mniejsze lub większe modyfikacje rywalizujących samochodów. W większości ograniczenia techniczne mają na celu minimalizowanie różnic między samochodami GT a ich wersjami drogowymi, szczególnie te idące w układ napędowy. Przykładem serii wyścigowej jest FIA GT.

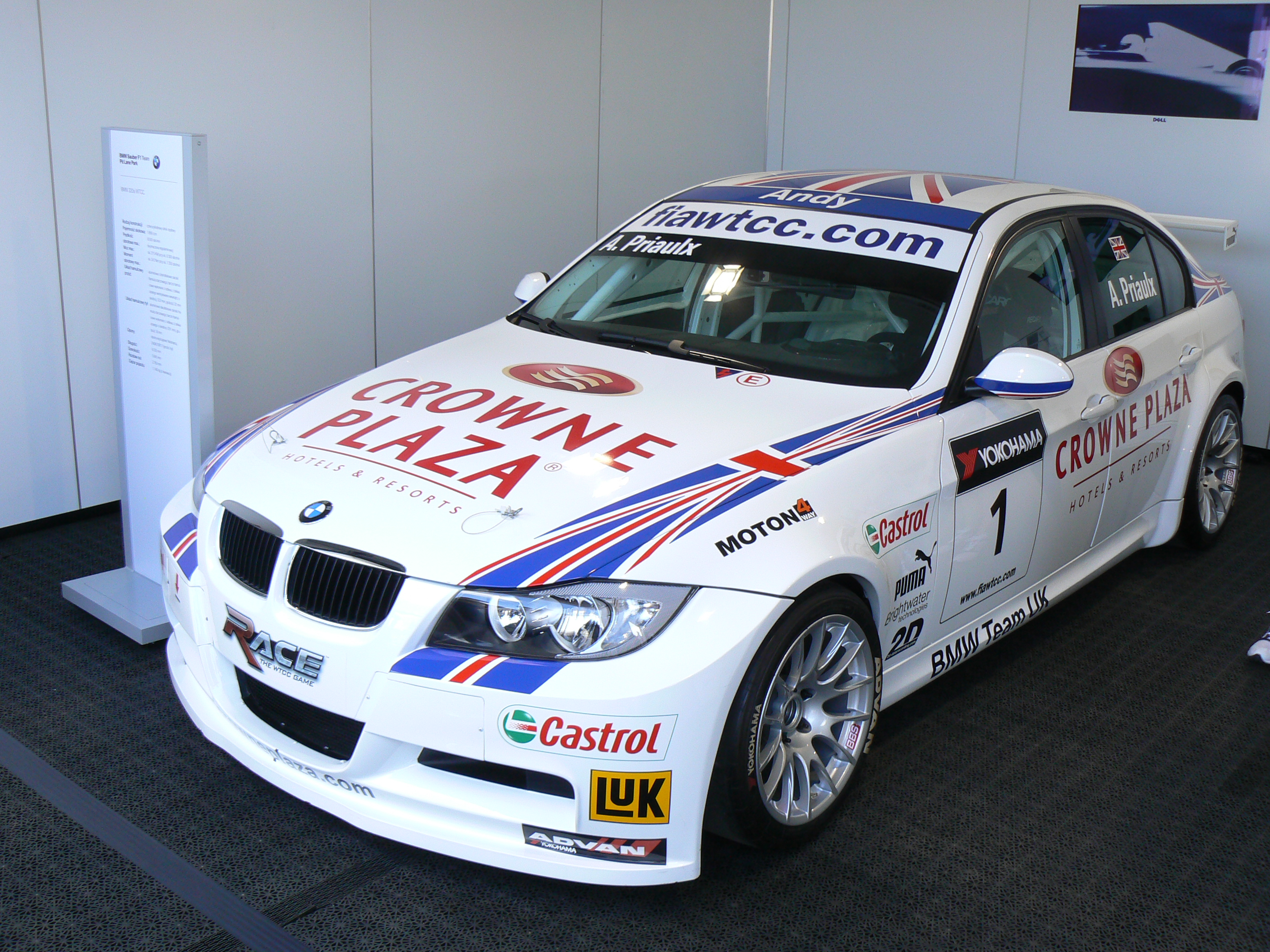
BMW 320si (samochód turystyczny)

- samochody turystyczne – stworzone na podstawie średniej klasy samochodów drogowych, które startują w seriach o wyścigach trwających ~20 okrążeń. Modyfikacji, podobnie jak w samochodach klasy GT, podlegają aerodynamika, nadwozie i układ napędowy, lecz w tym wypadku ten ostatni jest zmieniany bardzo nieznacznie. Istnieją jednak serie wyścigowe, w których modyfikacje samochodów turystycznych są znaczne, co powoduje, że ich osiągi znacząco różnią się od wersji dopuszczonych do ruchu ulicznego – przykładem tego jest niemiecka seria DTM. Inną serią wyścigów samochodów turystycznych są krajowe serie obecne w Wielkiej Brytanii czy Hiszpanii, a przede wszystkim, od kilku lat oficjalnie nazwana Mistrzostwami Świata Samochodów Turystycznych seria WTCC.
- Oprócz wyżej wymienionych, w wielu krajach istnieją także inne, osobliwe rodzaje samochodów wyścigowych, przystosowane do walki w specjalnych seriach wyścigowych. Takimi wyścigami są m.in. pochodząca z USA seria NASCAR, która dzięki rosnącemu zainteresowaniu, wkrótce może pojawić się także w Europie, czy też obecna w Polsce seria Kia Picanto Cup (oraz młodsza Kia Cee'd Cup), będące przykładami markowych serii wyścigowych, pozwalających na zapoczątkowanie kariery wyścigowej w niedrogich i niezbyt szybkich, torowych wersjach małych samochodów drogowych.